# Crassula tillaea
Crassula tillaea é uma espécie de planta com flor pertencente à família Crassulaceae. 
A autoridade científica da espécie é Lest.-Garl., tendo sido publicada em A Flora of the Island of Jersey 87. 1903.
O seu nome comum é crássula-do-tile.

## Portugal
Trata-se de uma espécie presente no território português, nomeadamente em Portugal Continental, no Arquipélago dos Açores (onde está presente em toda as ilhas) e no Arquipélago da Madeira.
Em termos de naturalidade é nativa das três regiões atrás indicadas.

## Protecção
Não se encontra protegida por legislação portuguesa ou da Comunidade Europeia.